# 모지스 핀리
모지스 이스라엘 핀리 경(Sir Moses Israel Finley, 1912년 5월 20일 – 1986년 12월 23일), FBA은 미국 출신의 영국인 고전학자이다. 1950년대 미국 상원 국가 안보 분과위원회의 기소로 인하여 잉글랜드로 거처를 옮겨, 그곳에서 고전학 학자가 되어 마침내 다윈 컬리지의 학장이 되었다. 가장 유명한 출판물로는 고대의 경제가 합리적인 경제적 동기보다는 지위와 민간의 이데올로기에 좌지우지된다고 주장하던 《The Ancient Economy》(1973)이다.

## 어린 시절
핀리는 네이선 핀켈스타인(Nathan Finkelstein)과 애나 카첸엘렌보겐의 아들로 1912년 뉴욕시에서 태어났다. 1946년 무렵에, 그는 핀리(Finley)라는 이명을 사용하였다.
그는 15살 때 시러큐스 대학교에서 수학했으며, 컬럼비아 대학교 심리학과를 차석(magna cum laude)으로 졸업했다. 공법 석사 학위를 갖고 있지만, 그의 대부분 출판 서적들은 고대사이며, 그중에서도 고대 세계의 사회 및 경제적 측면에 관한 것들이다.

## 생애

### 미국
핀리는 컬럼비아 대학교와 뉴욕시립대학교에서 강의를 했으며, 강의를 하던 중에, 미국에서 망명 생활을 하던 중 핀리와 같은 학교에 있던 프랑크푸르트 학파의 학자들에게 영향을 받는다. 그 뒤에 그는 럿거스 대학교에서 강의를 한다.

#### 적색 공포
1951년 9월 5일, 공산주의자였다가 전향한 카를 비트포겔이 비미 활동 위원회에서 핀리가 공산주의자라고 증언하였다. 1952년 3월 28일, 핀리는 비미 활동 위원회에 출석하여 공산주의와 자신의 연관성에 대하여 수정 헌법 5조를 행사하였다. 1952년 9월 7일, 럿거스 대학교의 총장 루이스 웹스터 존스는 정부의 조사와 연관된 교수들의 경우들을 재검토하기 위한 위원회 (Trustee and Faculty Committees)를 선임하겠다는 의사를 밝혔다. 1952년 11월 15일, FBI 국장 J. 에드거 후버는 존스와 핀리의 사건에 대하여 논의하기 위해 만났다. 1952년 12월 12일, 럿거스 대학교 위원회의 결의문은 정부의 조사와 협력하지 않기 위하여 “교직원의 즉각적인 해임 사유가 될 수 있다”라는 내용을 발표하였다. 1952년 12월 31일, 럿거스 대학교는 핀리를 해임하였다. 럿거스 대학교 기록은 다음과 같이 나타나 있다:

1952년 12월 3일에, 특별 교직원 의원회(The Special Faculty Committee)는 하임리히 또는 핀리를 고발할 필요가 없음을 해명하고 대학교가 이 사건에 추가적인 행동을 취할 필요가 없음을 해명하는 보고서를 냈다. 그렇지만, 이 문제에 대해 최종 결정권을 가졌던 이사들은 공산주의 단체와 관련한 질문에 답변을 거부하며 조사단 앞에서 수정 헌법 제5조를 행사한 "교직원의 즉각적인 해임 사유가 될 수 있다"라는 것과 하임리히 및 핀리 교수 들은 새로운 학교 정책을 따르지 않을 경우에 1952년 12월 32일에 해임될 수 있다는 결의문을 1952년 12월 12일에 발표했다. 교수들 그 누구도 새로운 정책을 따를 것을 택하지 않았다. 이 사건 때 긴급 위원회를 조직했던 학교 운영회 구성원들의 결정에 항의가 있었다.

1954년에, 그는 미국 상원 국가 안보 분과위원회에 출석하여, 미국 공산당의 당원인지 아닌지 질문을 받았다. 그는 또다시 수정 헌법 제5조를 행사하며 답변을 거부했다.

### 영국
핀리는 영국으로 이주하였고, 그곳에서 캠브리지의 고전학 강사로 임명되었으며(1955–1964년), 1957년에는 지저스 칼리지의 특별 연구원으로 뽑혔다. 그는 고대 사회 및 경제사 준교수 (1964–1970년)이자 고대사 교수 (1970–1979년) 겸 다윈 칼리지의 학장(1976–1982년)이었다. 그는 1974년에 모티머 휠러 고고학 강연을 했었다.
그는 고전학 연구의 범위를 문헌학에서 문화, 경제, 사회로 범위를 넓혔다. 그는 1962년에 영국 신민이 되었고 1971년에는 영국 학사원의 연구원이 되었으며, 1979년에는 엘리자베스 2세 여왕에게 기사 작위를 수여받았다. 그는 현재 캠브리지 대학교의 고전학 부교수인 폴 밀레트의 지도 교수였다.

## 연구
그의 저서들 중에, The World of Odysseus (1954년 발행, 1978년에 추가적인 에세이와 함께 개정)는 대단한 획을 그은 것으로 여겨진다. 이 저서에서, 그는 마르셀 모스 같은 민족학자들과 인류학자들의 연구 결과를 호메로스를 해석하는 데 적용하였는데, 이 급진적인 방식은 그의 출판사로 하여금 모리스 바우러 같은 기존의 고전학자들의 안심시키는 서론이 필요하다고 생각하게 하였다. 폴 카틀리지는 1995년에 “돌이켜 생각해보면, 핀리의 연구는 현재 꽃피어있는 고대 그리스의 문화와 사회에 관한 인류학적 연구들의 기원이라 볼 수 있다”라고 주장했다.
칼 폴라니의 예시들을 따라, 핀리는 고대인들은 사회의 분리된 부분으로서 경제라는 개념이 없었고, 고대의 경제 행위들이 경제적 사건들이 아닌 사회적 사건들에서 결정되었기 때문에 고대 경제가 현대 경제 과학의 개념을 사용하여 분석될 필요가 없다라고 주장했다. 이 내용은 이후에 핀리가 기술 혁신의 중요성을 소극적으로 다뤘다고 주장한 케빈 그린(Kevin Greene)과 ‘소비자 도시’(consumer city)라는 개념을 거부한 C. R. 휘태커 등의 다른 학자들에게 비판을 받았다.

## 혼인과 사망
1932년에 핀리는 학교 교사인 메리 모스코위츠(Mary Moscowitz)와 혼인하여 행복한 나날을 보냈다. 그녀가 죽는 날에 그는 뇌출혈을 입었으며, 다음날인 1986년 6월 23일 캠브리지 애든브룩 병원에서 사망했다. ‘뉴욕 타임스’는 다음의 부고 기사를 보냈다. "그는 사망하기 하루 전에 아내의 죽음을 알게 된 지 한 시간 뒤에 뇌졸중을 입었다."

## 저작
- Studies in Land and Credit in Ancient Athens, 500–200 B.C.: The Horos Inscriptions (1951).
- Economy and Society in Ancient Greece (1953).
- The World of Odysseus (1954).
- Aspects of Antiquity: Discoveries and Controversies (1960).[10]
- The Ancient Greeks: An Introduction to Their Life and Thought (1963).
- A History of Sicily: Ancient Sicily to the Arab Conquest (1968).
- Aspects of Antiquity: Discoveries and Controversies (1968).
- Early Greece: The Bronze and Archaic Ages (1970).
- The Ancient Economy (1973).
- Democracy Ancient and Modern (1973).
- Studies in Ancient Society, editor (1974).
- The Use and Abuse of History (1975).
- Schliemann's Troy: One Hundred Years After (1975).
- Studies in Roman Property, editor (1976).
- The Olympic Games: The First Thousand Years, with H.W. Pleket (1976).
- ‘고대 노예 제도와 모던 이데올로기’(Ancient Slavery and Modern Ideology, 1980; expanded edition edited by Brent D. Shaw, 1998).
- The Legacy of Greece: A New Appraisal (1981).
- Authority and Legitimacy in the Classical City-State (1982).
- Politics in the Ancient World (1983).
- Ancient History: Evidence and Models (1985).

핀리는 고대사에 관한 많은 에세이들의 편집자이기도 했다.

## 참고 서적
- Derks, Hans. "The Ancient Economy: The Problem and the Fraud," The European Legacy, Vol. 7, No. 5. (2002), pp. 597–620.
- Hornblower, Simon. "A gift from whom?: [Moses Finley's book The World of Odysseus: Critical Essay]," Times Literary Supplement, 24 December 2004, pp. 18–19.
- Morris, Ian. "Foreword [to the updated edition]," The Ancient Economy by Moses I. Finley. Berkeley; Los Angeles; London: University of California Press, 1999 (paperback, ISBN 0-520-21946-5), pp. ix–xxxvi.
- Nafissi, Mohammad. "Class, embeddedness, and the modernity of ancient Athens," Comparative Studies in Society and History, Vol. 46, Issue 2. (2004), pp. 378–410.
- Nafissi, Mohammad. Ancient Athens and Modern Ideology: Value, Theory and Evidence in Historical Sciences. Max Weber, Karl Polanyi and Moses Finley (Bulletin of the Institute of Classical Studies. Supplement; 80). London: Institute of Classical Studies, School of Advanced Study, University of London, 2005 (paperback, ISBN 0-900587-91-1).
- Shaw, Brent D.; Saller, Richard P. Editors' introduction to Economy and society in ancient Greece (with Finley's up-to-date bibliography). London: Chatto & Windus, 1981 (hardcover, ISBN 0-7011-2549-7); N.Y.: The Viking Press, 1982 (hardcover, ISBN 0-670-28847-0); London: Penguin Books, 1983 (paperback, ISBN 0-14-022520-X).
- Silver, Morris. Review of The Ancient Economy, edited by Walter Scheidel and Sitta von Reden", Economic History Services, 3 January 2003.
- Watson, George. "The man from Syracuse: Moses Finley (1912–1986)," Sewanee Review, Vol. 112, Issue 1. (2004), pp. 131–137.